# Mick Schumacher
Mick Schumacher, född 22 mars 1999 i Vufflens-le-Château i Schweiz, är en tysk racerförare som tidigare körde för Haas i Formel 1. Schumacher var också en del av Ferrari Driver Academy.  Sedan den 15 december 2022 är Schumacher reservförare för stallet Mercedes. 
Schumacher började sin karriär inom karting 2008 och avancerade till tyska ADAC Formel 4 år 2015. Efter sin vinst i FIA Formula 3 European Championship år 2018, avancerade Schumacher till Formel 2. Han är son till Michael Schumacher och brorson till Ralf Schumacher.
Schumacher gjorde sin debut i Formel 1 för Haas säsongen 2021. Schumacher valde att köra under nummer 47.

## Karriär
Schumacher började sin karriär 2008 och för att undvika uppmärksamhet på grund av sin kände far, körde Mick under pseudonymen "Mick Betsch"; Betsch var hans mors flicknamn.

### Karting
2011 och 2012 körde Schumacher i KF3-klassen i ADAC Kart Masters där han slutade på 9:e respektive 7:e plats. 2013 slutade han trea i det tyska juniormästerskapet i karting. 2014 använde han namnet "Mick Junior", och började tävla i internationella och nationella juniormästerskap. Trots att han inte körde under sitt verkliga namn, fick han stor uppmärksamhet av internationell press.

### ADAC Formula 4
I slutet av 2014 testkörde Schumacher för Jenzer Motorsport i en Formel 4-bil. År 2015 började Schumacher delta i ADAC Formula 4 där han körde under sitt verkliga namn. 2016 års säsong var Schumacher kvar i ADAC Formel 4 men bytte till Prema Powerteam, ett lag som har starka kontakter med Ferrari Driver Academy. Schumacher deltog även i det italienska Formel 4-mästerskapet och slutade på andra plats båda säsongerna.

### Formel 3
I november 2016 gjorde Schumacher sin debut i Formel 3 genom att delta i MRF Challenge i Indien. Han tävlade i Formel 2000-klassen och slutade på en tredjeplats i serien, med fyra vinster, nio podium och två pole positioner.
I april 2017 gjorde Schumacher sin debut i FIA Formel 3 Europeiska mästerskapet med Prema Powerteam. Han slutade på 12:e plats den säsongen, hans bästa lopp var en tredjeplats på Monzabanan. Schumacher var den sämsta föraren av Premas fyra förare, men han var den tredje bästa nykomlingen i serien.
Schumacher fortsatte köra för Prema i 2018 års mästerskapet och tog sin första vinst i det femtonde loppet vid Spa-Francorchamps.

### Formel 2
Schumacher avancerade till FIA Formel 2-mästerskapet 2019 med Prema Racing. Hans stallkamrat blev Sean Gelael.
Han fortsatte köra under Prema i 2020 års Formel 2-mästerskap med en ny lagkamrat från Ferrari Driver Academy, Robert Shwartzman. Schumacher hamnade på pallplats fem lopp i sträck och vann loppet i Monza. Efter loppet i Mugello tog Schumacher ledningen den säsongen. 

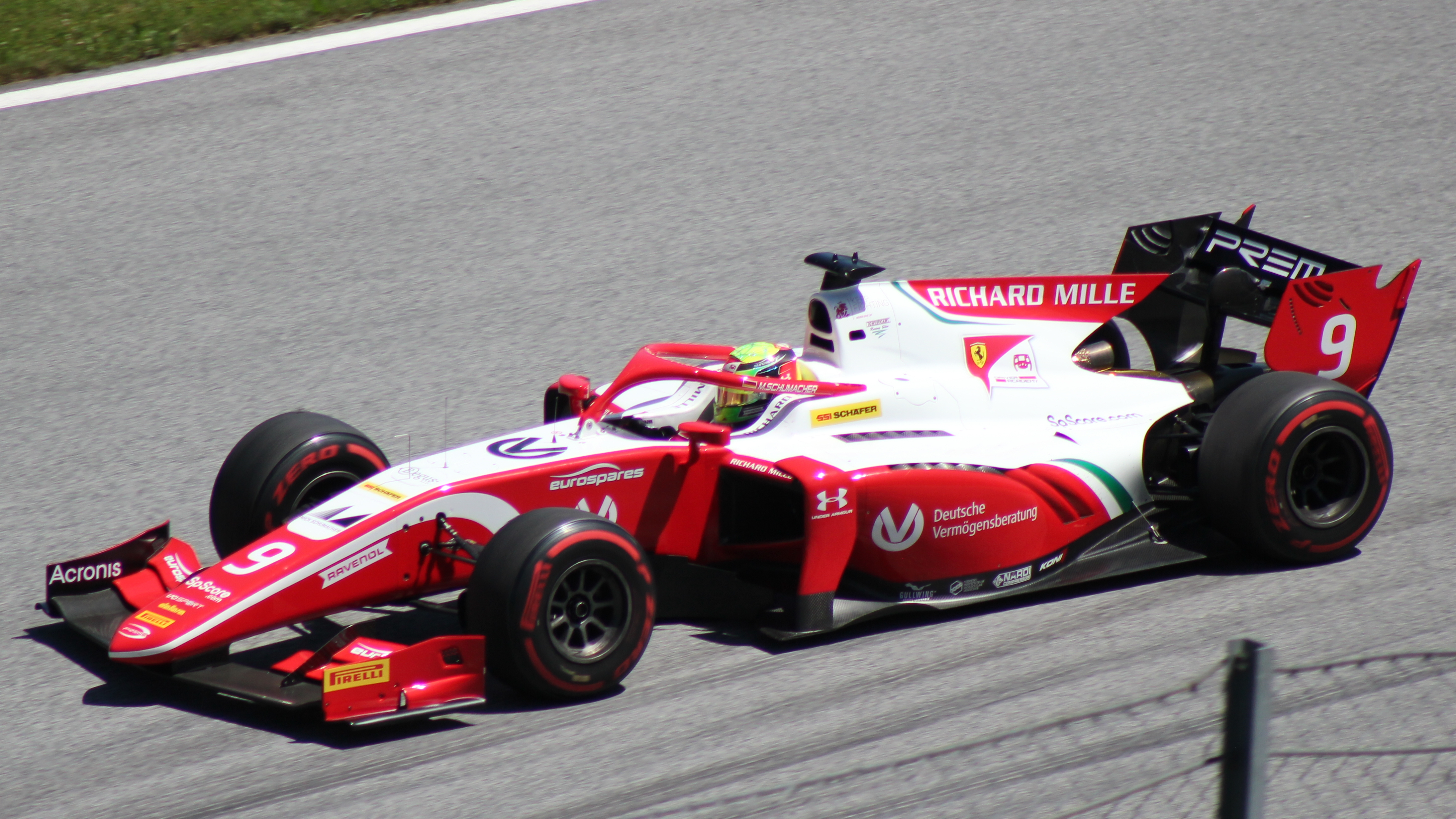
FIA F2 Österrike 2019 Nr. 9 Schumacher

### Formel 1
Schumacher är förare för Ferrari Driver Academy. Schumacher följer sin fars fotsteg och menar att Ferrari har en stor plats i hans hjärta vilket är en stor anledning till att han gick med i akademin. I april 2019 gjorde Schumacher sin debut bakom ratten i en modern Formel 1-bil, där han körde Scuderia Ferraris SF90 under första dagen för säsongstestningen vid Bahrain International Circuit. Efter sin debut sade Schumacher att han kände sig som hemma hos Scuderia Ferrari.
I oktober 2020 ryktades det om att Schumacher skulle komma att köra för Haas tillsammans med Nikita Mazepin i formel 1 säsongen 2021. Den 2 december 2020 meddelade Haas att Schumacher kom till att bli en av deras förare för säsongen 2021.

## Racing resultat
| Säsong    | Serie                               | Team                         | Lopp | Vinster | Pole | Snabb. varv | Podium | Poäng | Position |
| --------- | ----------------------------------- | ---------------------------- | ---- | ------- | ---- | ----------- | ------ | ----- | -------- |
| 2015      | ADAC Formula 4 Championship         | Van Amersfoort Racing        | 22   | 1       | 0    | 0           | 2      | 92    | 10       |
| 2015–2016 | MRF Challenge Formula 2000          | MRF Racing                   | 4    | 0       | 0    | 0           | 2      | 51    | 10       |
| 2016      | ADAC Formula 4 Championship         | Prema Powerteam              | 24   | 5       | 4    | 2           | 12     | 322   | 2        |
| 2016      | Italian Formula 4 Championship      | Prema Powerteam              | 18   | 5       | 4    | 6           | 10     | 216   | 2        |
| 2016–2017 | MRF Challenge Formula 2000          | MRF Racing                   | 16   | 4       | 2    | 1           | 9      | 215   | 3        |
| 2017      | FIA Formula 3 European Championship | Prema Powerteam              | 30   | 0       | 0    | 0           | 1      | 94    | 12       |
| 2017      | Macau Grand Prix                    | Prema Powerteam              | 1    | 0       | 0    | 1           | 0      | N/A   | 16       |
| 2018      | FIA Formula 3 European Championship | Prema Theodore Racing        | 30   | 8       | 7    | 4           | 14     | 365   | 1        |
| 2018      | Macau Grand Prix                    | SJM Theodore Racing by Prema | 1    | 0       | 0    | 0           | 0      | N/A   | 5        |
| 2019      | Formula 2 Championship              | Prema Racing                 | 22   | 1       | 0    | 1           | 1      | 53    | 12       |
| 2020      | Formula 2 Championship              | Prema Racing                 | 24   | 2       | 0    | 3           | 10     | 215   | 1        |
| 2021      | Formel 1                            | Uralkali Haas F1 Team        |      |         |      |             | 0      | *     | *        |

* Säsongen fortfarande pågående

## Formel 1-karriär
| Säsong            | Stall/Tillverkare | Placering         | Lopp | Poäng | Etta | Tvåa | Trea | Pole | Varv |
| ----------------- | ----------------- | ----------------- | ---- | ----- | ---- | ---- | ---- | ---- | ---- |
| 2021              | Haas-Ferrari      | 19                | 22   | 0     | 0    | 0    | 0    | 0    | 0    |
| 2022              | Haas-Ferrari      | 16                | 22   | 12    | 0    | 0    | 0    | 0    | 0    |
| Sammanlagt (2022) | Sammanlagt (2022) | Sammanlagt (2022) | 44   | 12    | 0    | 0    | 0    | 0    | 0    |